# Greatest Hits: Back to the Start
Greatest Hits: Back to the Start er det andet greatest hits-album af det amerikanske metalband Megadeth. Det blev udgivet i 2005 af Capitol Records. Sporlisten blev til på basis af en afstemning på deres hjemmeside hvor mange tusinde fans stemte om deres yndlingssange fra bandets album og sjældenheder. Alle sange er blevet digitalt remastered. Ansigtet af Megadeths maskot Vic Rattlehead kan ses i paddehatteskyen på albumomslaget

## Spor
1. "Holy Wars... The Punishment Due" – 6:32
2. "In My Darkest Hour" – 6:26
3. "Peace Sells" – 4:02
4. "Sweating Bullets" – 5:26
5. "Angry Again" – 3:47
6. "À Tout le Monde" – 4:25
7. "Trust" – 5:12
8. "Kill the King" – 3:42
9. "Symphony of Destruction" – 4:06
10. "Mechanix (2002 Remix)" – 4:21
11. "Train of Consequences" – 3:30
12. "Wake Up Dead" – 3:38
13. "Hangar 18" – 5:12
14. "Dread and the Fugitive Mind" – 4:23
15. "Skin o' My Teeth" – 3:15
16. "She-Wolf" – 3:39
17. "Prince of Darkness" – 6:28

### Oprindelse
- Spor 10 er fra Killing Is My Business... and Business Is Good! (1985).
- Spor 3 og 12 er fra Peace Sells... but Who's Buying? (1986).
- Spor 2 er fra So Far, So Good... So What! (1988).
- Spor 1 og 13 er fra Rust in Peace (1990).
- Spor 4, 9 og 15 er fra Countdown to Extinction (1992).
- Spor 6 og 11 er fra Youthanasia (1994).
- Spor 5 er fra Hidden Treasures (1995).
- Spor 7 og 16 er fra Cryptic Writings (1997).
- Spor 17 er fra Risk (1999).
- Spor 8 og 14 er fra Capitol Punishment: The Megadeth Years (2000).

## Limited edition-dvd
- "Kill the King" – Mega-mix video
- "Megadeth Live" introskærm / Prince of Darkness
- "Holy Wars... The Punishment Due"
- "In My Darkest Hour"
- "Hangar 18"
- "Sweating Bullets"
- "Symphony of Destruction"
- "Peace Sells"
- Preview af Arsenal of Megadeth